# Messina
Messina (phát âm tiếng Ý: [mesˈsiːna] ⓘ, Sicilian: Missina)Messina là một thành phố và comune  thủ phủ tỉnh Messina trong vùng Sicilia nước Ý.
Đô thị Messina có diện tích ki lô mét vuông, dân số thời điểm năm 2010 là 242.503 người, là thành phố đông dân thứ 13 của Ý và lớn thứ ba đảo Sicilia. Khu vực đô thị bao gồm thành phố và khu vực xung quanh thuộc tỉnh Messina có dân số 650.000 người. Đô thị này có các đơn vị dân cư (frazioni) sau: Thành phố nằm gần góc đông bắc của Sicilia, tại eo biển Messina, đối diện Villa San Giovanni trên đất liền. Kinh tế dựa vào thương cảng và quân cảng, một số nhà máy đóng tàu, nông nghiệp (bao gồm rượu vang sản xuất và trồng trọt của chanh, cam, cam quýt và ô liu); du lịch.
Thành phố có tòa giám mục của Tổng giáo phận Messina-Lipari-Santa Lucia del Mela từ 1548 và là một hội chợ quốc tế tại địa phương quan trọng.